# 尼利克斯
尼利克斯（Neelix）是科幻电视剧《星际旅行：航海家号》的一名角色，由伊桑·菲利普斯饰演。

## 概览
尼利克斯出生于第四象限泰莱克斯（Talax）星的一颗卫星雷纳克斯（Rinax）上。他的全家人都在一场于哈康尼亚人（Haakonian）的战争中丧生。家人死亡的阴影萦绕了尼利克斯一生，但他还是用自己乐观的个性掩饰了这一切。
在首集中，航海家号帮助尼利克斯从卡松人（Kazon）手中营救了他的奥康帕（Ocampan）女朋友凯丝，他们两人随后便加入了航海家号。尼利克斯向凯瑟琳·珍妮薇上校自荐可作为第四象限的当地向导。为了激励船员们的士气，他任命自己为航海家号的“士气官”。而由于航海家号有限的能源供应，复制器被配额使用，尼利克斯还接管了食堂，并成为航海家号上的厨师。
当凯丝和尼利克斯登舰时，两人还是一对缠绵中的情侣。但到了后来，由于尼利克斯的嫉妒心和占有欲，凯丝和他分手了；不过两人依然是很好的朋友。
尼利克斯将安全官杜沃克视作自己的好友，并坚持不懈地想要这名瓦肯人“振奋精神”。而杜沃克则忍受着尼利克斯变换的花样，直到两人因为一次传送器故障而融为一体成了“杜利克斯”（Tuvix）。不过，他们最后解决了两人间的问题，并成为了朋友。尼利克斯还和萨曼莎·怀德曼（Samantha Wildman）及她的女儿纳奥米（Naomi）很亲近。
尼利克斯曾经在一段时间内对宗教深信不疑，但在一次事故中，他曾短暂死亡了几个小时：在这几个小时中他没有看到自己想象的幻境，于是失去了自己的信仰。后来，九之七用博格技术让他起死回生。尼利克斯为信仰的幻灭而疯狂，甚至打算自杀。不过查可泰说服了他。
在第七季的一集中，尼利克斯离开了航海家号：而去帮助一颗小行星殖民地上定居的泰莱克斯流亡者重建自己的生活。珍妮薇任命尼利克斯担任星际舰队在第四象限的“官方”大使。在最后一集中，尼利克斯还与九之七远程下棋。